# میشل لارچر د بریتو
 میشل لارچر د بریتو (انگلیسی: Michelle Larcher de Brito؛ زادهٔ ۲۹ ژانویهٔ ۱۹۹۳) یک تنیس‌باز اهل پرتغال است.